# Gallus varius
Il gallo di Giava, anche gallo selvatico di Giava, gallo vario, gallo verde, (Gallus varius (Shaw, 1798)) è un uccello galliforme della famiglia dei Fasianidi.

## Descrizione

### Dimensioni
Il maschio misura 65-75 cm di lunghezza per 672-1450 g di peso; la femmina 40-46 cm per 485-1050.

### Aspetto
Il maschio presenta una livrea prevalentemente verde e nera ben diversa da quella della femmina. Si distingue abbastanza facilmente dalle altre specie di galli selvatici, e soprattutto dal gallo comune con il quale condivide l'areale. Questo uccello presenta infatti numerose caratteristiche particolari: un solo bargiglio tricolore, una cresta non dentellata e piume del camaglio arrotondate, quasi squadrate. La cresta è prevalentemente azzurra, ma vira sul viola-rossastro nella parte sommitale. Anche il bargiglio è viola-rossastro, ma è bordato di blu alle estremità e presenta una colorazione gialla in prossimità della gola. Le piume verde chiaro del collo si mischiano armoniosamente con quelle color rame del camaglio. La coda viene tenuta in posizione relativamente bassa.
La femmina presenta una colorazione marrone ed è priva di cresta. Di tanto in tanto, alcune piume verde foresta si sovrappongono tra loro, facendo assumere al piumaggio un aspetto squamoso. Le parti inferiori marrone chiaro sono punteggiate da alcune piume verdi.

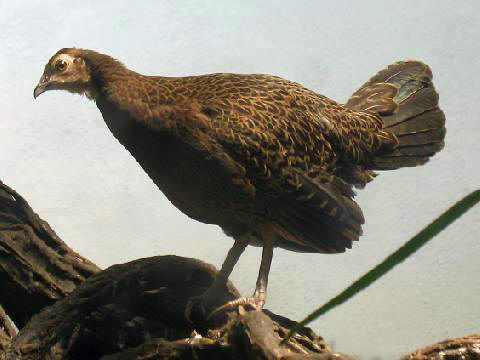
Una femmina.

## Biologia
Il gallo di Giava si insedia non lontano dal mare, nei pressi della costa e delle basse vallate, nella boscaglia secca e rocciosa circostante le risaie e le coltivazioni. Si trattiene nella boscaglia durante tutta la giornata e ne esce fuori solamente il mattino e la sera. Questo uccello vive in gruppi di due-cinque individui, nutrendosi allo stesso modo del pollame domestico, raspando ai bordi delle strade e delle radure con i suoi speroni, e ingoiando tutto ciò che trova. I membri di ciascun gruppo sono guidati da un maschio dominante che li guida ogni mattina verso una fonte d'acqua. Mentre stanno bevendo, il leader assicura loro una vigilanza continua prima di ricondurli sotto la copertura della foresta. Durante la notte gli uccelli si appollaiano tra i bambù, tra 4 e 6 metri di altezza dal suolo. I maschi che non hanno una propria banda conducono vita solitaria fino alla stagione della nidificazione, quando sfidano i maschi a capo di un gruppo agitando freneticamente le ali e lanciando forti versi gracchianti. A questo punto i galli possono anche competere fisicamente tra loro a colpi di sperone.

### Alimentazione
La dieta principale del gallo di Giava è costituita dai crostacei semi-terrestri noti come copepodi, da pulci della sabbia e da piccoli granchi, nonché da specie marine catturate nelle pozze tra gli scogli. La specie consuma anche meduse, stelle di mare, chiocciole di mare e d'acqua dolce, frutti di cactus, termiti e larve di insetti cavernicoli. Questa alimentazione è in gran parte di origine organica, il che spiega perché la specie sia molto vulnerabile alla malattia di Marek, che attacca l'apparato digerente e lascia paralizzato un gran numero di questi uccelli.

### Riproduzione
In natura le coppie rimangono fedeli per tutta la vita e il rapporto tra i genitori e la loro prole rimane forte per molti anni. I galli verdi raggiungono la maturità sessuale non prima dei due anni. I maschi corteggiano le femmine effettuando una sorta di danza. Strofinano un'ala contro un piede con lo scopo di produrre un rumore e girano attorno alla femmina prescelta continuando a tenere l'ala abbassata. La stagione della nidificazione ha luogo tra aprile e luglio. Il nido viene costruito sulla cima di un albero e la femmina vi depone da 3 a 5 uova. Queste ultime, di colore bianco con una leggera sfumatura di giallo o di grigio, vengono covate per un periodo che varia da 21 a 24 giorni. Il tasso di successo alla schiusa è di circa il 60%. I giovani possono spiccare il volo nel giro di una settimana.

## Distribuzione e habitat
Il gallo di Giava abita l'isola omonima, ma è stranamente assente dalla sua parte occidentale. Frequenta le regioni costiere ed un habitat semi-arido di falesie assai vicino agli estuari, dove può andare in cerca di cibo nelle paludi circondate da mangrovie, lungo le spiagge, nelle risaie e nelle grotte marine sotterranee. I galli di Giava effettuano inoltre brevi spostamenti tra le isole, nonostante le forti correnti d'aria e i venti impetuosi di queste regioni possano in ogni momento farli precipitare contro le falesie.
L'areale di questa specie non è ristretto alla sola Giava, ma comprende anche Bali, Komodo, Lombok, Sumbawa e le isole circostanti di minori dimensioni.